# Alejandro Fernández Iglesias
Alejandro Fernández Iglesias (Alcalá de Henares, 15 d'octubre de 1992) conegut simplement com a Álex Fernández, és un futbolista madrileny. És el germà petit del també futbolista Nacho. Format al Reial Madrid CF, actualment juga de centrecampista al Cadis CF.

## Carrera esportiva
Després de jugar a les categories inferiors de l'AD Complutense i el RSD Alcalá, va entrar al planter del Reial Madrid a la categoria infantil l'1 de juliol de 2005.
El juliol de 2010 va viatjar amb el primer equip durant la gira de pretemporada pels Estats Units, sota les ordres de l'entrenador José Mourinho. Va debutar el 5 d'agost a un amistós davant el Club América, a una victòria per 3 a 2. El seu germà, Nacho, també debutà aquell dia.
Amb el Castella debutà el 29 d'agost contra el Coruxo FC, amb una victòria per 3 a 2, marcant el seu primer gol el 3 d'octubre contra l'Cerro Reyes.
El 6 de març de 2011 va debutar en partit oficial amb el primer equip, jugant els darrers minuts contra el Racing de Santander a la lliga, amb una victòria per 1 a 3 gols.

### Espanyol
Fernández va deixar el Reial Madrid l'agost del 2013, de mutu acord. Poc després va fitxar amb el RCD Espanyol al màxim nivell, va participar en 30 partits competitius en el seu primer any però sent titular només en cinc.
El 28 de gener de 2015, l'Espanyol va cedir Fernández a l'HNK Rijeka fins al final de la temporada. El 18 d'agost es va incorporar al campionat del club Reading en préstec, amb vista a un trasllat permanent al final de la campanya. Va marcar el seu primer gol el 19 de gener de 2016, en la victòria a casa per 5-2 contra l'Huddersfield Town a la tercera ronda de la FA Cup.

### Elx i Cadis
El 31 d'agost de 2016, poc després de rescindir el seu contracte amb els Pericos, que expirava l'any següent, Fernández va fitxar per l'Elx CF. El 7 d'agost següent, després de patir el descens, va acceptar un contracte de dos anys amb el seu company de Segona Divisió, el Cadis CF.
Amb un total d'11 gols, Fernández va ser el màxim golejador del seu equip el 2019. Va marcar 13 durant la temporada en 41 aparicions, en un retorn a la màxima categoria com a subcampió.
La 2020-21, Fernández va aportar quatre gols –superat a l'equip només pels vuit d'Álvaro Negredo–, en un any en què el conjunt andalús es va mantenir a la 12a posició; es va perdre els dos últims mesos amb una lesió al genoll dret. El 6 de juny de 2022, va ampliar el seu contracte fins al 2025.

## Vida personal
El germà gran de Fernández, Nacho, també és futbolista. Defensa, també es va graduar a l'acadèmia del Reial Madrid, però hi va romandre mentre Álex marxava. El seu aspecte físic és força diferent, a causa del cabell vermell de l'Álex.